# Radical 31
El radical 31, representado por el carácter Han 囗, es uno de los 214 radicales del diccionario de Kangxi. En mandarín estándar es llamado 囗部　(wéi bù　«radical “encierro”»), en japonés es llamado 囗部, いぶ　(ibu), y en coreano 위 (wi). 
El radical 31 luce idéntico al radical 30 (口, «boca»), con la excepción de que, a diferencia de este último, el radical «encierro» siempre aparece rodeando a los caracteres por todos los lados (por ejemplo en 国), mientras que el radical «boca» aparece en otras posiciones (por ejemplo en 鳴, que pertenece a este radical).

## Nombres populares
- Mandarín estándar: 大口框, dàkǒu kuāng, «caja de boca grande» (por el parecido con el radical boca, 口); 国字框, guózì kuāng, «caja de “país” (国)»; 圍, wéi, «encerrar».
- Coreano: 큰입구몸부, keun-ibgumombu «radical “boca grande”».
- Japonés: 国構え（くにがまえ）, kunigamae, «parte envolvente de “país” (国)».[1]
- En occidente: radical «encierro».

## Galería
| Estilos antiguos                                 | Estilos antiguos                  | Estilos antiguos                        | Estilos antiguos                   | Estilos antiguos                   | Estilos empleados actualmente       | Estilos empleados actualmente  | Estilos empleados actualmente    | Estilos empleados actualmente   | Estilos empleados actualmente  |
|                                                  |                                   |                                         |                                    |                                    |                                     | 囗                             |                                  |                                 |                                |
| 甲骨文 jiǎgǔwén (escritura de huesos oraculares) | 金文 jīnwén (escritura de bronce) | 简帛 jiǎnbó (escritura de bambú y seda) | 篆文 zhuànwén (escritura de sello) | 篆文 zhuànwén (escritura de sello) | 隸書 lìshū (estilo de los escribas) | 楷書 kǎishū (estilo regular)   | 楷書 kǎishū (estilo regular)     | 行書 xǐngshū (estilo corriente) | 草書 cǎoshū (estilo de hierba) |
| 甲骨文 jiǎgǔwén (escritura de huesos oraculares) | 金文 jīnwén (escritura de bronce) | 简帛 jiǎnbó (escritura de bambú y seda) | 大篆 dàzhuàn (sello grande)        | 小篆 xiǎozhuàn (sello pequeño)     | 隸書 lìshū (estilo de los escribas) | 繁體／繁体 fántǐ (tradicional) | 简体／簡體 jiǎntǐ (simplificado) | 行書 xǐngshū (estilo corriente) | 草書 cǎoshū (estilo de hierba) |

## Caracteres con el radical 31
| trazos | carácter                                                       |
| ------ | -------------------------------------------------------------- |
| + 0    | 囗                                                             |
| + 2    | 囙 囚 四 囜                                                    |
| + 3    | 囝 回 囟 因 囡 团 団                                           |
| + 4    | 囤 囥 囦 囧 囨 囩 囪 囫 囬 园 囮 囯 困 囱 囲 図 围 囵 囶 囷 囸 |
| + 5    | 囹 固 囻 囼 国 图                                              |
| + 6    | 囿 圀                                                          |
| + 7    | 圁 圂 圃 圄 圅 圆                                              |
| + 8    | 圇 圈 圉 圊 國                                                 |
| + 9    | 圌 圍 圎 圏 圐                                                 |
| + 10   | 圑 園 圓 圔 圕                                                 |
| + 11   | 圖 圗 團 圙                                                    |
| + 12   | 圚                                                             |
| + 13   | 圛 圜                                                          |
| + 19   | 圝                                                             |
| + 23   | 圞                                                             |